# Buchnera nuttii
Buchnera nuttii är en snyltrotsväxtart som beskrevs av Sidney Alfred Skan. Buchnera nuttii ingår i släktet Buchnera och familjen snyltrotsväxter. Inga underarter finns listade i Catalogue of Life.